# Eurocon 1999
Eurocon 1998, acronim pentru Convenția europeană de science fiction din 1998, a avut loc la Dortmund în  Germania, pentru a treia oară în țară.